# Saint-Jean-de-Vaulx
Saint-Jean-de-Vaulx – miejscowość i gmina we Francji, w regionie Owernia-Rodan-Alpy, w departamencie Isère.
Według danych na rok 1990 gminę zamieszkiwało 331 osób, a gęstość zaludnienia wynosiła 31 osób/km² (wśród 2880 gmin regionu Rodan-Alpy Saint-Jean-de-Vaulx plasuje się na 1299. miejscu pod względem liczby ludności, natomiast pod względem powierzchni na miejscu 1069.).